# Bakov
Bakov (Duits: Bakow of Bakow bei Berschowitz) is een dorp in de Tsjechische gemeente Beřovice in de regio Midden-Bohemen en maakt deel uit van het district Kladno. Het dorp ligt op ongeveer 2 km afstand van Beřovice en 4 km afstand van Slaný.
Bakov telt 90 inwoners (2021).

## Geschiedenis

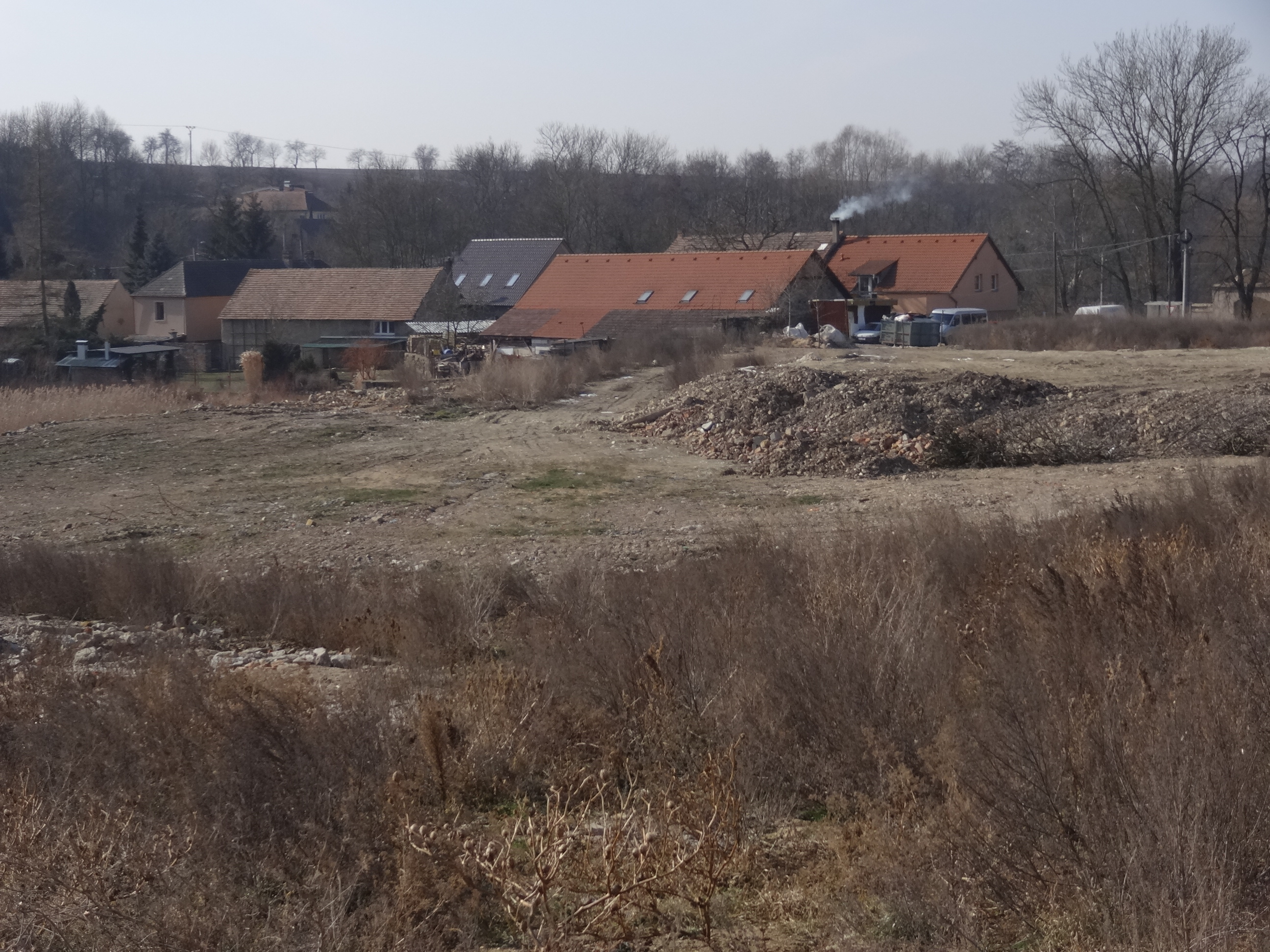
Locatie van de kasteelrestanten (2017)

De eerste schriftelijke vermelding van het dorp dateert van 1267 (de Bacpwa).
Tussen 1850 en 1880 maakte het dorp deel uit van de gemeente Dolín, tussen 1890 en 1950 was het een zelfstandige gemeente en sinds 1961 maakt het deel uit van de gemeente Beřovice.
In het dorp stonden restanten van een kasteel, waarop de oorspronkelijke renaissancebeschildering nog te zien was. Het gebouw was tot cultureel monument verklaard, maar in april 2017 werd het gebouw toch gesloopt, ondanks het feit dat de autoriteiten er op hadden aangedrongen om het niet te slopen.

## Bezienswaardigheden
- Dorpskapel

## Galerij

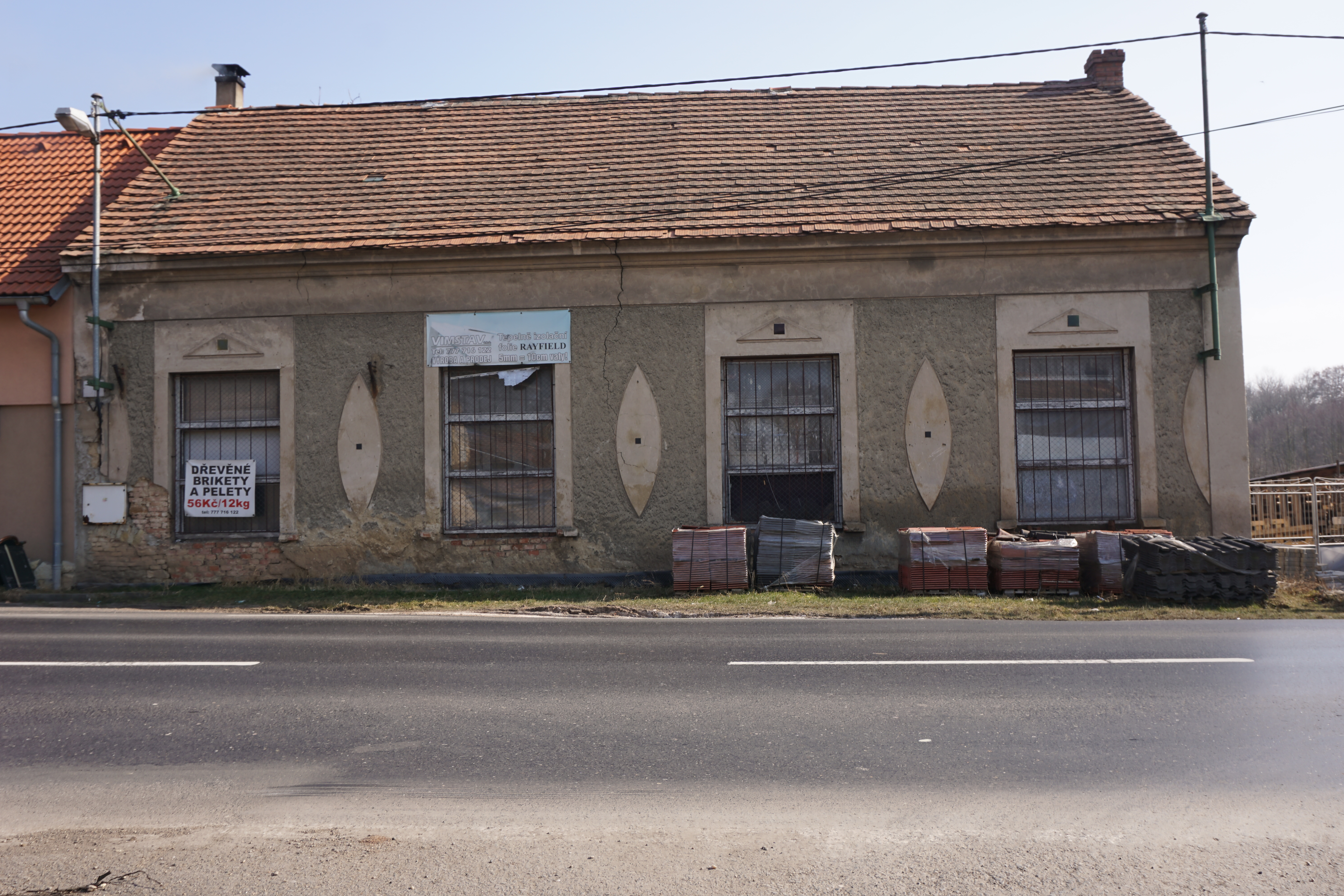
Huis aan de zuidkant van het dorp (1)
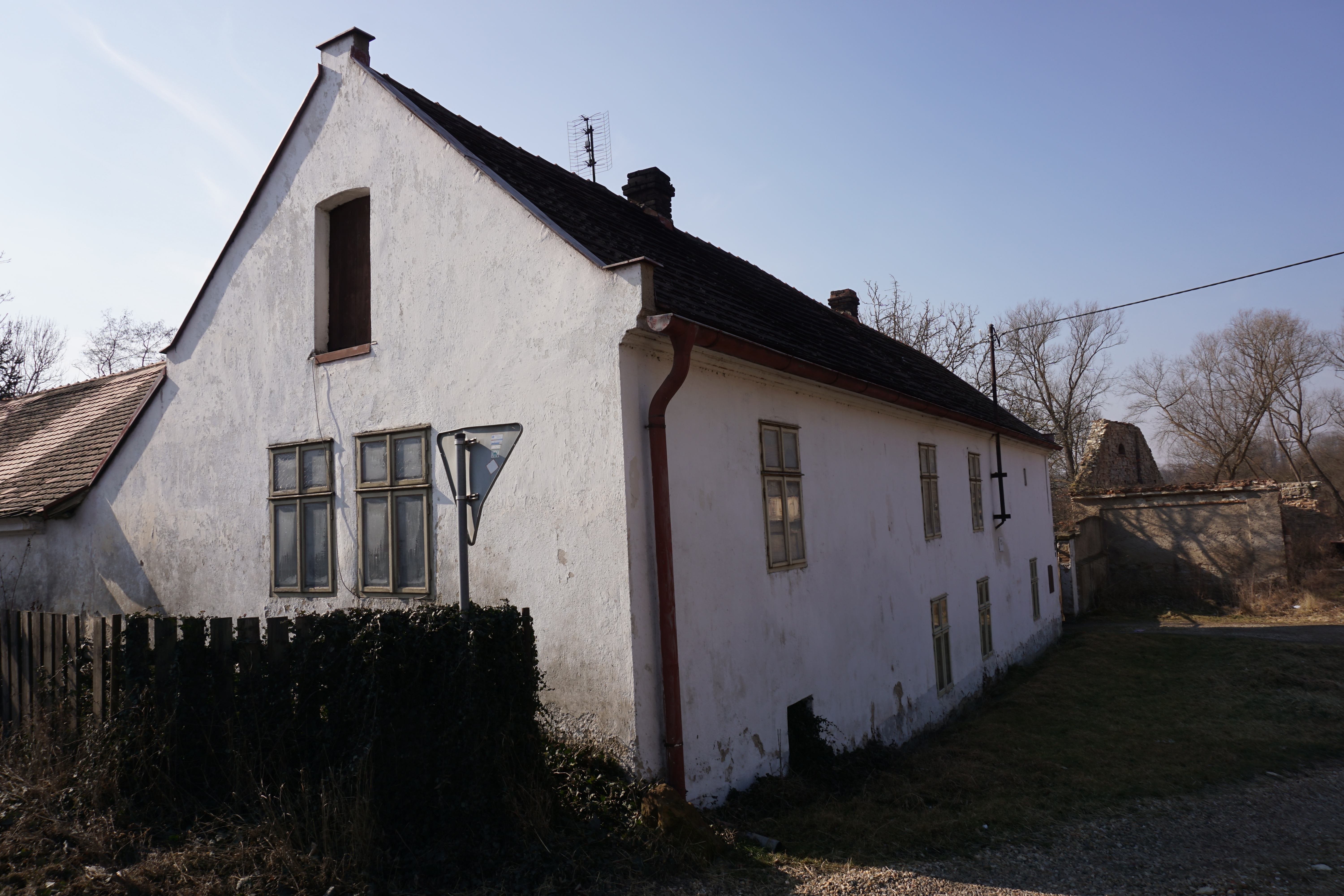
Huis aan de zuidkant van het dorp (2)
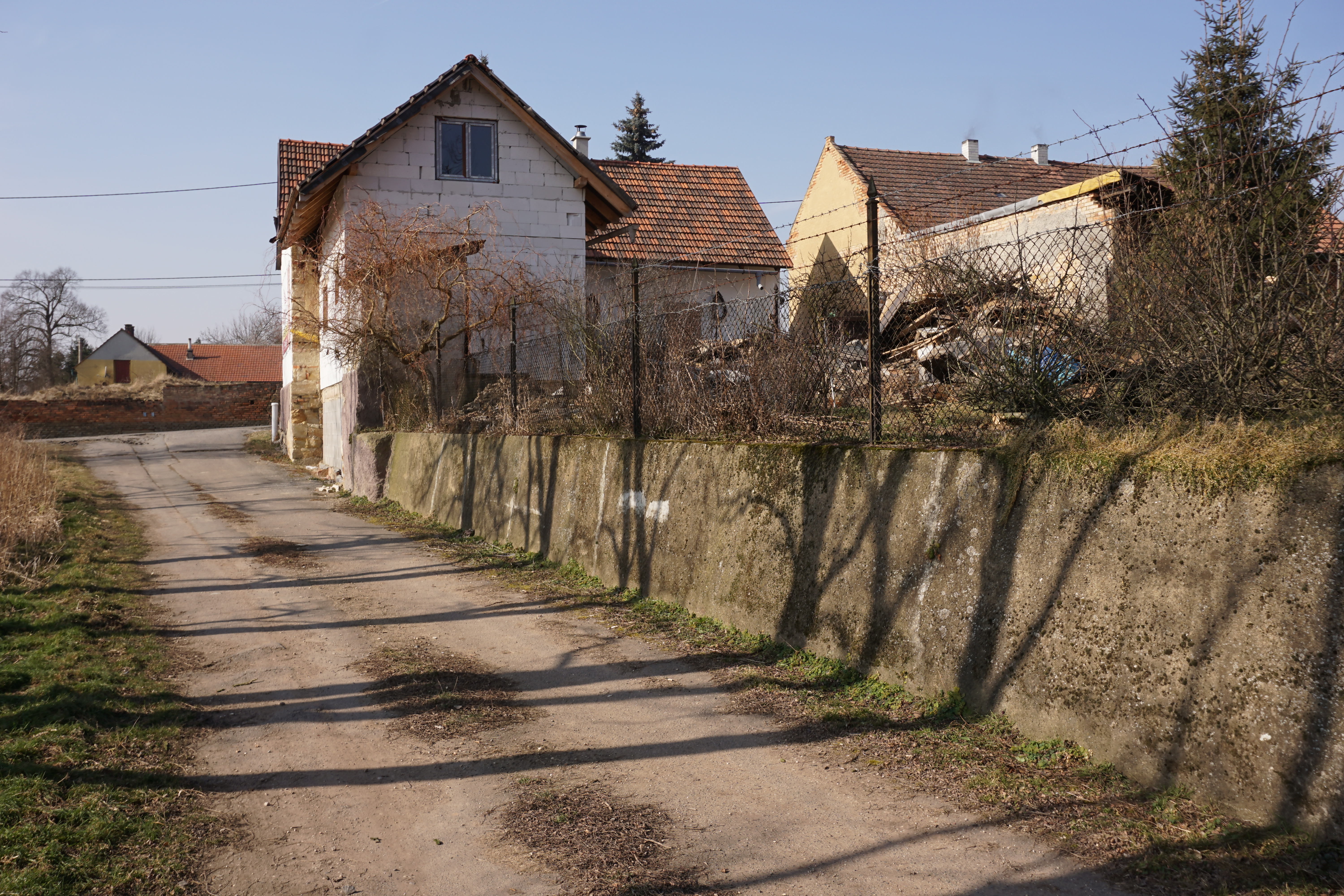
Boerenweggetje aan de zuidkant van het dorp
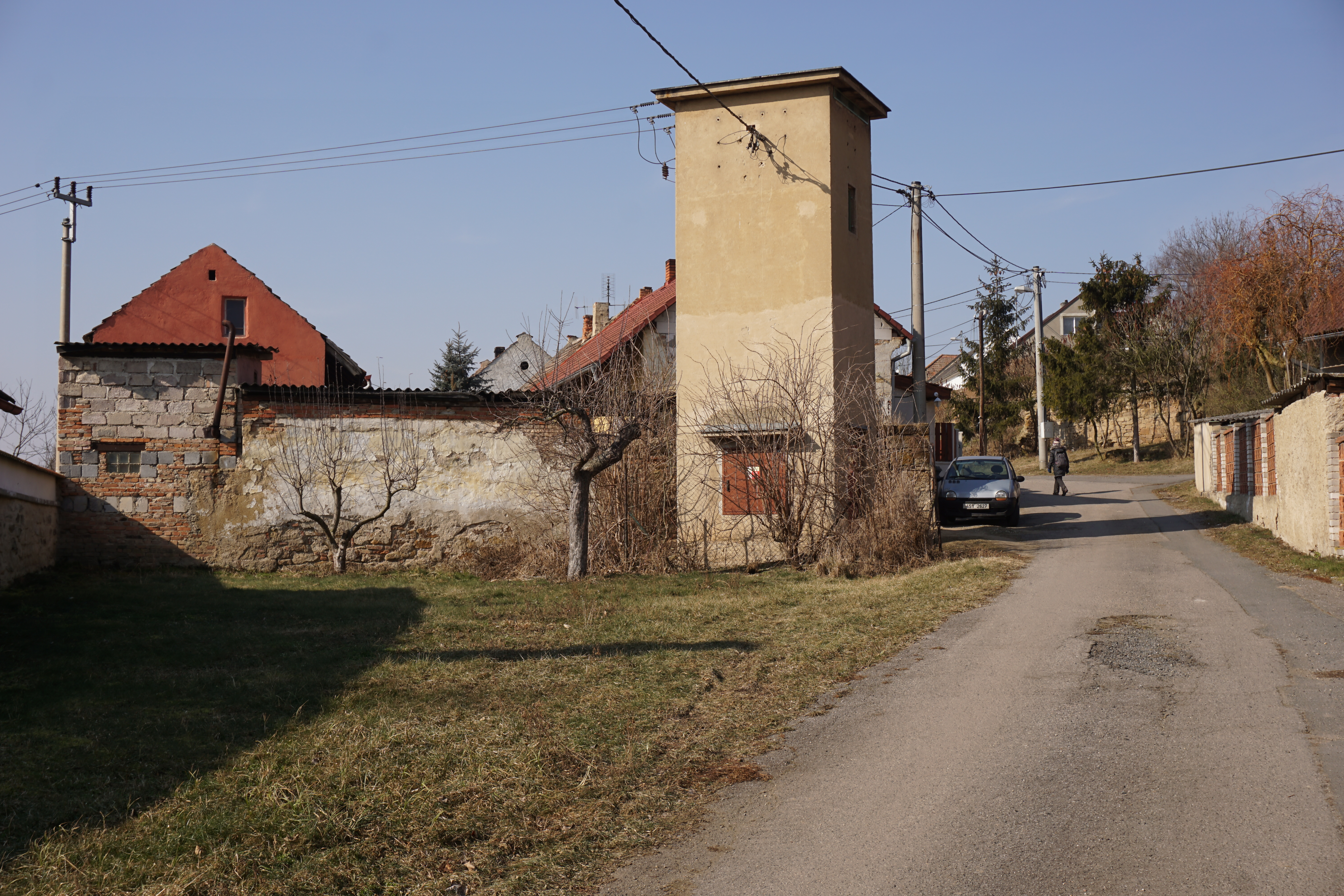
Straat met transformatorhuisje
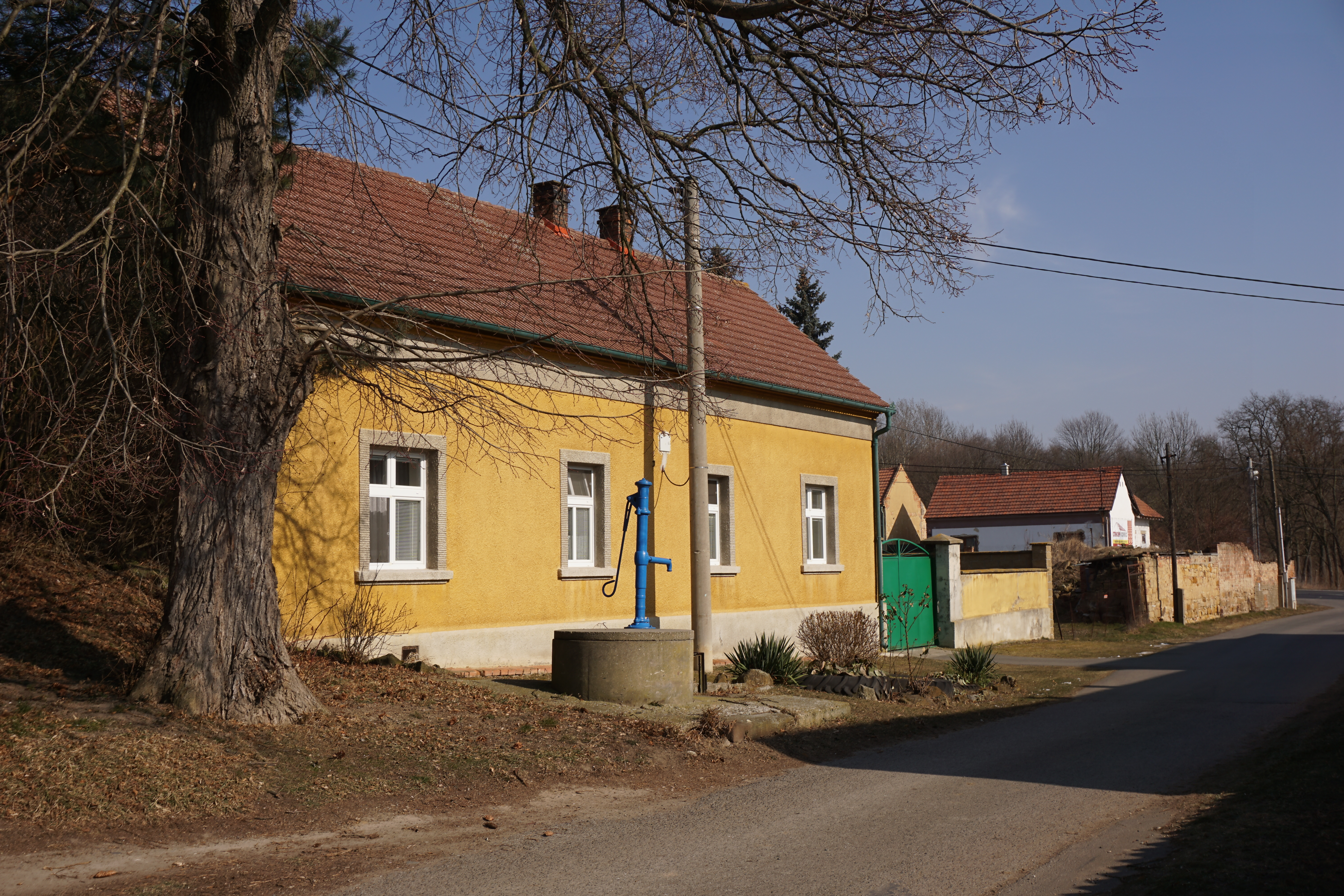
Huis aan de zuidkant van het dorp (3)